# 西见健吉
西見健吉（日语：／ Nishimi Kenkichi，1967年4月27日—），日本男子摔跤运动员。他曾代表日本参加亚洲摔跤锦标赛，获得一枚银牌。他也曾参加1996年夏季奥林匹克运动会。